# 邻里单位
邻里单位（英語：Neighbourhood unit）是美国社会学家及建筑师科拉伦斯·佩里於1929年在编制纽约区域规划方案时，针对纽约等大城市人口密集、拥挤、居住环境恶劣和交通事故严重的现实，提出的居住区规划理论概念。

## 原则
邻里单元被认为是一个综合的空间规划（physical planning）工具，用于设计独立的住宅社区，促进以社区为中心的生活方式，远离“火车的噪音、烟雾和工厂”，这些是20世纪初纽约市工业化的象征。
佩里的邻里单元的核心原则是围绕几个空间设计理念组织的：
- 将学校布置在邻里的中央，使孩子步行上学只需大约四分之一英里，不超过半英里，并且可以在不穿过主干道的情况下实现。扩大社区规模以充分支持一间学校，居民数量在5,000至9,000之间，占地约160英亩，密度为每英亩10个单位。更广泛地使用学校设施进行社区会议和活动，在整个建筑周围建造一个大型游乐区供整个社区使用。
- 主干道沿周边放置，使之可以定义和区分邻里的“地方”，并通过设计消除邻里中不必要的通过交通。通过这种方式，主干道定义了邻里，而不是穿过其中并将其割裂。
- 分等级设计内部街道，可以轻松区分本地街道和主干道，使用曲线街道设计，既安全又美观。按照设计，街道会阻止不必要的交通，增强行人的安全。
- 将当地购物区限制在周边地区或者限制在邻里的主入口处，从而排除来往这些商业用途的可能侵扰邻里的非本地交通。
- 将至少10%的邻里土地区域用于公园和开放空间，为游戏和社区互动创造场所。[2]

## 基本内容
从分界上看，邻里单位的边界是其外围由“外部城市道路”组成，但是“外部城市道路”却不得穿过邻里单位内部，使得内外道路有着严格区分。邻里单位的“内部道路系统”应该限制外部车辆入内或穿越，一般情况下应采用尽端式的方式对道路进行处理，以保持内部环境的安静、舒适和安全的氛围，形成不与“城市道路”连接、内外有别、层次分明的城市道路格局。在控制邻里单位人口总规模方面，它的主要手段是采取以规划小学的规模为基础控制邻里单位的人口总规模，使邻里单位内的孩童自行上学不必穿过城市道路。一般邻里单位的规模约五千人左右。它的用地结构是每个邻里单位的是小学的建筑为中心，将其与其它的具有服务功能的配套设施共同建设在邻里单位中心的公共广场或绿地上。邻里单位的公共空间安排方式是在邻里单位内小学附近设有商店、教堂、图书馆、小型医院和公共活动中心等配套设施。而邻里单位的空间尺度关系是每个邻里单位占地约160英亩，每英亩平均居住10户居民，保证儿童上学距离不超过半英里。而商业布局方面，要在邻里单位周边建立与服务人口相适应的一个或更多数量的商业区，最好是将其布置在人流汇聚的道路交汇点附近或是与临近相邻邻里的商业设施可以一起拼接共同组成较大的商业区。

## 影响

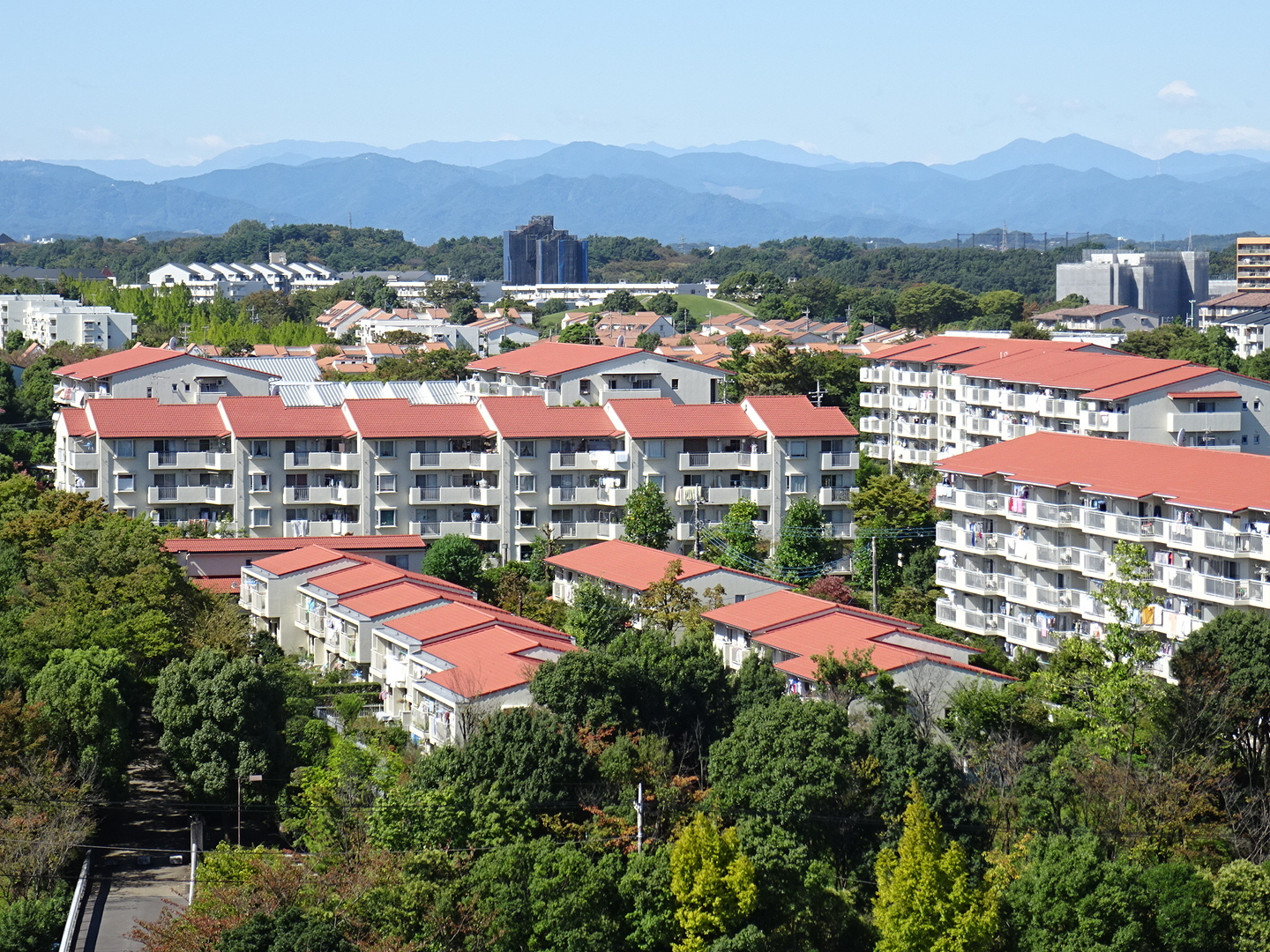
基于邻里单位理论开发建设的日本多摩新城

作为城市居住空间的组织方式，邻里单位体现了《雅典宪章》所倡导的功能主义原则。以“邻里单位”作为组成居住区的单元，它在理论提出时不仅是一种创新的设计概念，更是随后成为了一种社会工程，它作为居住区规划的经典原理对世界各国都在城市规划领域产生了很大影响。
日本国土交通省的中也在关于市街化区域的设定和城市规划道路的配置中使用了一词。
在苏联等社会主义国家，“邻里单位”的理论和实践曾经被视作为西方资产阶级政治服务的反动的城市规划理论，遭到了严厉批判。然而之后苏联开始兴建的“小区”，其理论却与英国和美国发展起来的“邻里单位”的概念是同样的内容，只是名称不同而已。